# Gamarde-les-Bains
Gamarde-les-Bains ist eine französische Gemeinde mit 1.552 Einwohnern (Stand: 1. Januar 2022) im Département Landes in der Region Nouvelle-Aquitaine (vor 2016: Aquitanien). Sie gehört zum Arrondissement Dax und zum Kanton Coteau de Chalosse. Die Bewohner nennen sich Gamardais.

## Geografie
Gamarde-les-Bains liegt in der Landschaft Marensin am Rande der weitläufigen Landes de Gascogne, dem größten Waldgebiet Westeuropas, etwa 14 Kilometer ostnordöstlich von Dax. Umgeben wird Gamarde-les-Bains von den Nachbargemeinden Louer und Cassen im Norden, Saint-Geours-d’Auribat im Norden und Nordosten, Poyanne im Osten und Nordosten, Nousse im Osten, Montfort-en-Chalosse im Osten und Südosten, Poyartin im Süden, Hinx im Südwesten, Goos im Westen sowie Préchacq-les-Bains im Nordwesten.

## Bevölkerungsentwicklung
| Jahr                       | 1962 | 1968 | 1975 | 1982 | 1990 | 1999 | 2008 | 2017 |
| Einwohner                  | 886  | 877  | 781  | 780  | 857  | 883  | 1007 | 1319 |
| Quellen: Cassini und INSEE |      |      |      |      |      |      |      |      |

## Sehenswürdigkeiten

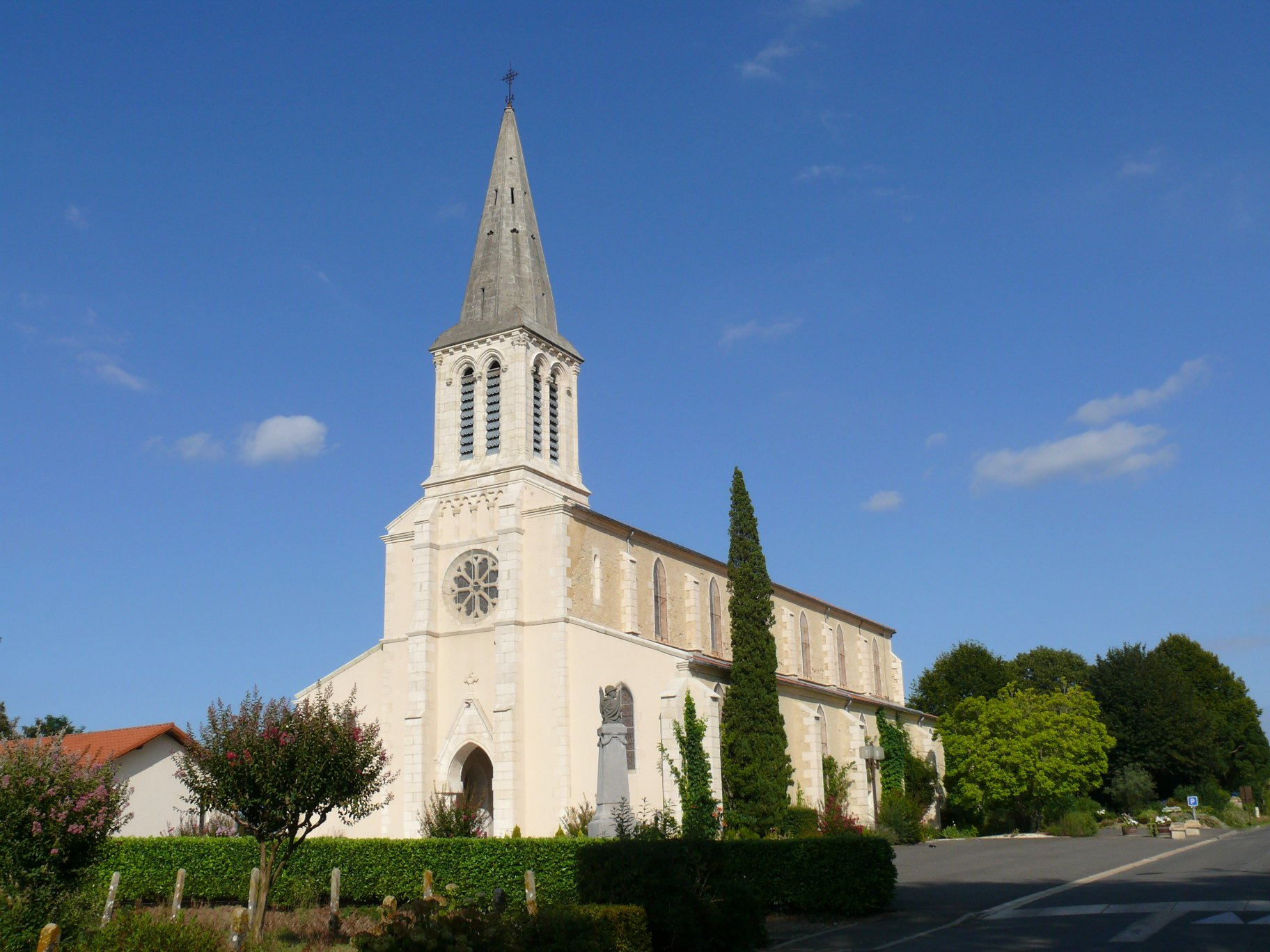
Kirche Saint-Pierre
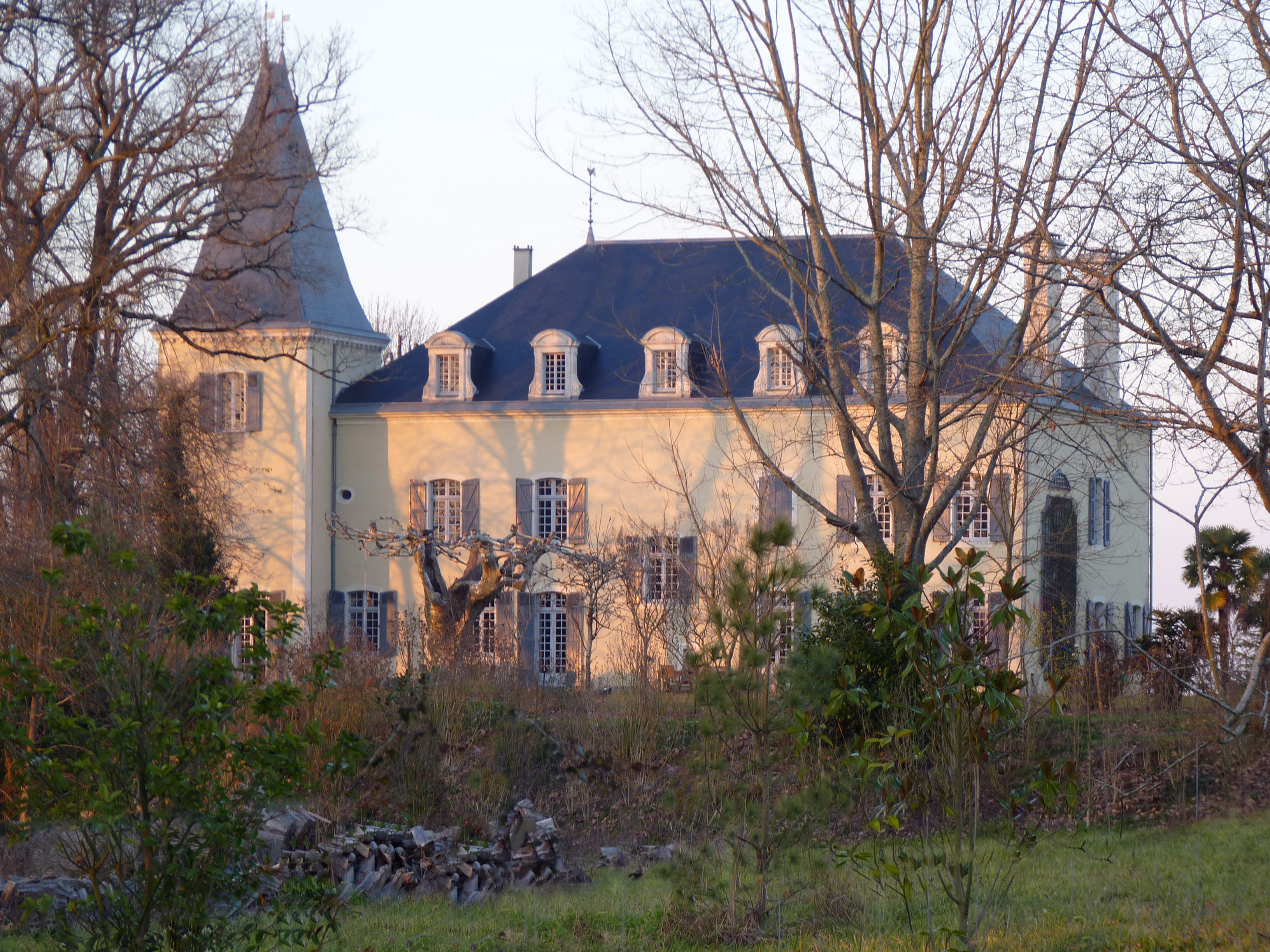
Schloss Behr
- Schloss Hon (16. Jahrhundert)
- Schloss Lousteau
- Schloss Rau
- Schloss Soustra
- Mühle Gamarde

- Kirche Saint-Pierre
- Schloss Hon